# عائشة البشناتية
عَائِشَةُ بِنْتُ حَرْبٌ بْنُ وَلِيدِ البشْنَّاتية هي قائدة مسلمة اشتهرت بشجاعتها وفدائيتها وجهادها ضد الصليبيين، ويتحدث عنها أهل طرابلس بفخر واعتزاز وتُروى عنها أعمال بطولية كثيرة في السيرة الشعبية، حتى بات الصليبيون يخشون الخروج من المدينة لسطوتها وشجاعة جنودها.

## نسبها وأصلها
الولية الصالحة عائشة بنت حرب بن وليد من قبيلة بني ضُمره. معروفة ايضا باسم عايشة البشناتية نسبة إلى بشناتا، حيث تعود أصولها إلي هذه القرية التي تقع في أعالي جبال الضنية، وبشناتا في اللغة كما يقول الدكتور أنيس فريحة هي محل الصخور الشاهقة المعلقة والقمم المسننّة، وضُمرة من القبائل العربية العدنانية وعاش قسم منها في أريحا بفلسطين.

## الجهاد ضد الصليبيين
كانت تلبس ملابس الرجال وتتقلد السلاح وتركب الخيل، وتقصد الساحل لقطع الطريق على قوات الفرنجة، ويوماً خرجت للتصدي للأعداء أثناء حصارهم الزاهرية في طرابلس واشتبكت معهم وقتلت مئتي جندي منهم في الطريق المعروفة اليوم بشارع المئتين وكانت تقوم بغارات ليلية على مدينة طرابلس المحتلة من قبل الصلبيين في محاولة لتكبيد الصليبيين اكبر الخسائر.
جاء في أخبار التاريخ ان شقيقها حسن البشناتي طارد البرنس بوهيمند السادس امير طرابلس في الممر القائم بين القلعة وزقاق الرمانة وأمسك به وضرب عنقه وجاء برأسه على درعه وقدمه الى السلطان المصري الظاهر بيبرس، وكان ذلك في 8 شباط من العام 1274م.

## وفاتها
لعبت دوراً ريادياً مع الظاهر ركن الدين بيبرس في تحرير طرابلس من الاحتلال الصليبي ونشأت علاقة طيبة بينها وبين بيبرس ،وهذا الأمر اثار حفيظة أخيها المقدم حسن لغيرته على اخته مما أدي لمحاولته قتل الظاهر بيبرس عدة مرات ولكنه فشل في ذلك واخذت الامور بعدها منحى اخر بعد ان تزوج السلطان بيبرس منها ،و تختلف المصادر في كونها ذهبت الى مصر برفقة بيبرس أو كونها استشهدت في إحدى المعارك ضد إفرنج طرابلس اثناء حصار طرابلس إلا أن المتفق عليه أنها دفنت في طرابلس بعد وفاتها.

## الأثر
كان ضريحها لا يزال قائمًا حتى وقت قريب، اتخذه أهل طرابلس منتزها لهم أيام الأعياد، وللتبرك حيث كان يوجد عين ماء قرب الضريح. كما لها شارع وقلعة باسمها ومازال موجدين حتي اليوم ويوجد بوابة باسمها باسم بوابة عائشة البشناتية، وهي كانت إحدى بوابات طرابلس المملوكية، وسميت باسمها تكريما لها، ولأنها كانت قرب مقامها. كما أنها وردت كأحد الشخصيات في السيرة الظاهرية هي وأخاها المقدم حسن البشناتي . يصفها الأستاذ مطرجي بأنها «كانت من أنبل القادة وأحشم النساء، مشهودة المواقف في البسالة والجرأة والإقدام، كان فيها اعتداد بنفسها كبير، وذكاء عظيم وحصافة، ومهارة وكياسة عالية، ذات غزو وإبلاء، وصاحبة عزم مُبيّت على الإقتصاص من الغاصبين، تتقدم كتائب الرجال وترسم الخطط دفاعًا وهجومًا، وبذلك صار اسمها المفزع المرعد لدى الاعداء المتربصين» كما لقبها أهل طرابلس بـ"جان دارك طرابلس".

و كان لحصار طرابلس عام 1271م (التي شاركت فيه) نتائج في نهاية التواجد الصليبي على ساحل الشام وفَتحُ طرابُلس عام 1289م على يد المنصور قلاوون مما أدي إلى نهاية التواجد الصليبي في طرابلس الشام.

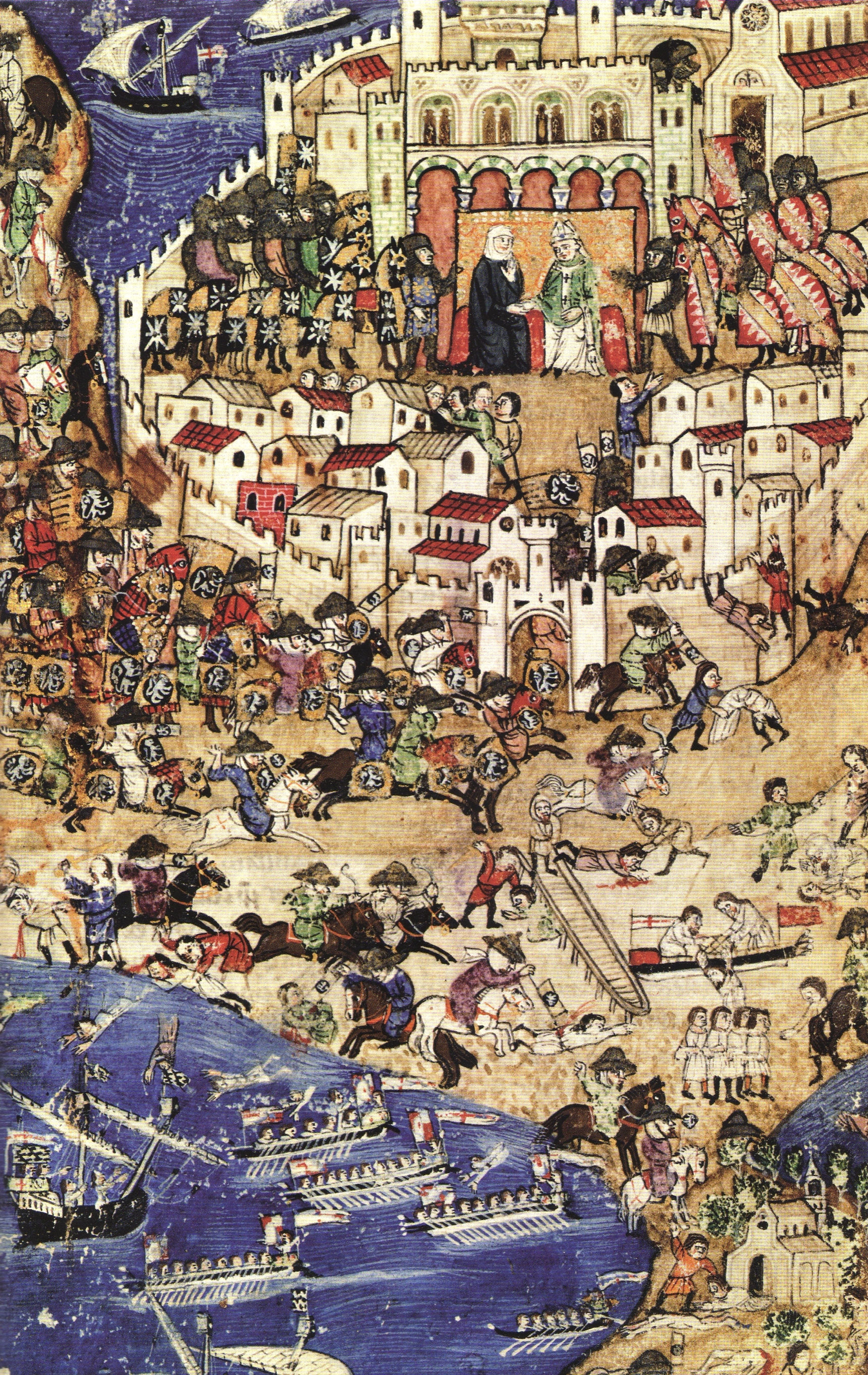
سُقُوطُ طرابُلس على يد المماليك